# Народна воля
Партія «Наро́дна во́ля» — таємна революційно-соціалістична організація народників у Російській імперії кінця 1870-х — початку 1880-х, відома терористичними актами (убивство Олександра II і т.д.).

## Історія
Виникла в серпні 1879 внаслідок розколу другої «Землі і Волі» на «Народну волю» і «Чорний переділ». Засновниками «Народної волі» були народники, радикальні прихильники політичної боротьби з самодержавством (Андрій Желябов, Софія Перовська, Віра Фігнер, Олександр Михайлов, Олександр Баранников та ін.). Терор було проголошено як один із методів боротьби з самодержавством. Національних проблем народовольці не розуміли.
Керівним центром «Народної Волі» був Виконавчий комітет у Петербурзі, до складу якого входили А. Желябов, М. Колодкевич, О. Михайлов, Микола Морозов, Софія Перовська, В. Фігнер, М. Фроленко та ін. В Україні місцеві групи «Народної Волі» діяли в Одесі, Києві, Харкові, Миколаєві, Ніжині та низці інших міст. Загальна кількість членів «Народної Волі» налічувала в 1881 (82) бл. 500 осіб.
Програмні та статутні основи «Народної Волі» були викладені в документах: «Програма Виконавчого комітету», «Підготовча робота партії», «Програма робочих членів партії „Народна Воля“». Народовольці оголосили себе соціалістами і народниками. Вони проголошували право народу на землю, виступали за розвиток общинних основ і місцевого самоуправління. Своїми найближчими цілями «Народна Воля» вважала підготовку політичного перевороту, повалення самодержавства і перехід влади до народу. Народовладдя мали проголосити Установчі збори, соціалістичні за складом.
У 1878 р. у Миколаєві народовольцями (Соломоном Віттенбергом, Іваном Логовенком та іншими) готувався замах на імператора Олександра II, однак він був розкритий. Після суду, відомого як «процес 28», змовники були повішені.
Практична діяльність партії поділялась на пропагандистську і руйнівну. Вся пропаганда підпорядковувалась популяризації серед населення ідеї «демократичного політичного перевороту як засобу соціальної реформи». Програма руйнівної діяльності зводилась до індивідуального терору, в якому народовольці вбачали головний метод боротьби з урядом.

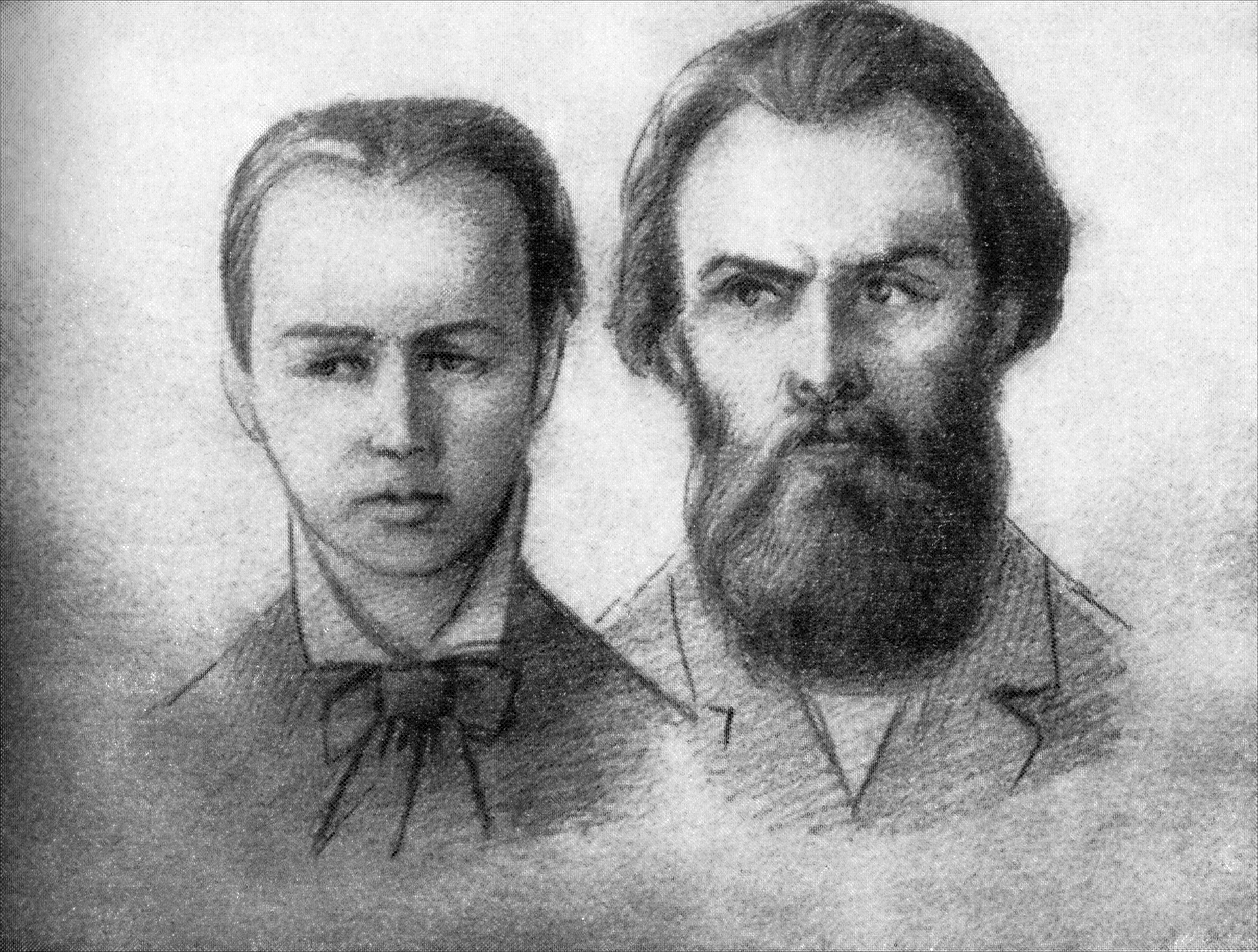
Софія Перовська та Андрій Желябов на судовому процесі над першомартовцями.

Поступово всі зусилля організація спрямувала на підготовку вбивства царя, з успішним здійсненням якого вона пов'язувала надії на захоплення влади. В 1880-81 народовольці здійснили кілька невдалих замахів на імператора Олександра II. У 1881 керовані Софією Перовською терористи вбили Олександра II.
Однак очікуваного революційного виступу в країні не сталося. Виконавчий комітет звернувся до нового царя з листом, в якому вимагав скликання «представників від усього російського народу для перегляду існуючих форм державного і суспільного життя». Народовольці висунули умови, на яких організація погоджувалась припинити терор: амністія за політичні злочини, загальне виборче право, свобода слова, преси, зібрань. Уряд відповів репресіями. Організатори і виконавці замаху (А. Желябов, С. Перовська, М. Кибальчич, Т. Михайлов, М. Рисаков) були заарештовані та страчені.
Намагання Г. Лопатіна і В. Фігнер відновити організацію (1883) успіху не мали. Не дало результату й об'єднання окремих народовольських гуртків на з'їзді 1885 у Катеринославі. Після невдалої спроби групи Олександра Ульянова організувати вбивство Олександра III 1(13) березня 1887 діяльність терористичних організацій припиняється.

## Відносини з українським національним рухом
Серед провідних членів організації були українці, зокрема, Андрій Желябов, Микола Кибальчич та інші. Більшість народовольців не визнавали прав національних меншин в Російській імперії. Проте деякі з маніфестів і декларацій «Народної Волі» були підготовані українською мовою. 
Представники українського народницького руху в основному не підтримували «Народної Волі», хоча на початку 1880-х рр. Володимир Мальований, Михайло Коцюбинський та Іван Карпенко-Карий встановили контакти з народовольцями і допомагали групам «Народної Волі». Михайло Драгоманов написав декілька статей, в яких критикував народовольців за використання в політичній боротьбі методів терору.